# Eastlake
Eastlake es una villa ubicada en el condado de Manistee en el estado estadounidense de Míchigan. En el Censo de 2010 tenía una población de 512 habitantes y una densidad poblacional de 131,79 personas por km².

## Geografía
Eastlake se encuentra ubicada en las coordenadas 44°14′44″N 86°17′38″O / 44.24556, -86.29389. Según la Oficina del Censo de los Estados Unidos, Eastlake tiene una superficie total de 3.88 km², de la cual 3.02 km² corresponden a tierra firme y (22.33%) 0.87 km² es agua.

## Demografía
Según el censo de 2010, había 512 personas residiendo en Eastlake. La densidad de población era de 131,79 hab./km². De los 512 habitantes, Eastlake estaba compuesto por el 89.84% blancos, el 0.59% eran afroamericanos, el 3.13% eran amerindios, el 0.2% eran asiáticos, el 0% eran isleños del Pacífico, el 0.59% eran de otras razas y el 5.66% pertenecían a dos o más razas. Del total de la población el 2.93% eran hispanos o latinos de cualquier raza.